# Laurent Thuéry
Pas d'image ? Cliquez ici

a Compétitions nationales et continentales officielles uniquement.

Dernière mise à jour le 26 décembre 2018.
Laurent Thuéry, né le 15 décembre 1988 à Agen, est un joueur français de rugby à XV qui évolue au poste de troisième ligne aile. Depuis 2018, il est entraîneur des espoirs du Stade toulousain ainsi que de la défense de l’équipe professionnelle.

## Biographie
Natif d'Agen, Laurent Thuéry passe par les équipes de jeunes de l'Avenir valencien et du SU Agen avant de rejoindre les espoirs du Stade toulousain en 2006,. Il est alors sélectionné dans les équipes de France des moins de 19 ans, des moins de 20 ans et universitaire. Avec l'équipe des moins de 19 ans, il participe à la coupe du monde en 2007 et est titularisé à trois reprises contre l'Afrique du Sud, l'Australie et l'Angleterre[réf. nécessaire]. Après avoir fait une apparition en équipe première en 2008, il s'engage avec la Section paloise en 2010 pour jouer en Pro D2.
Thuéry devient un joueur clé de l'effectif sectionniste, qui lutte pour la remontée en Top 14. Vice-capitaine, il conduit les béarnais à la deuxième place de du classement de la saison régulière, mais ne peut empêcher la défaite en finale d'accession face au Stade montois,.
En 2012, il revient l'Avenir valencien en Fédérale 1. En 2015, après une rencontre avec Ugo Mola, nouvel entraineur du Stade toulousain, il cumule les postes de joueur à Valence et d'analyste vidéo pour le secteur de la touche pour son ancien club. En 2018, il intègre le staff des entraîneurs, il devient à la fois entraîneur de l'équipe espoirs avec Jean Bouilhou et Clément Poitrenaud, et responsable d'un laboratoire de jeu qui a pour mission de prendre du recul et faire des propositions sur la manière de jouer. Il est également membre de l'encadrement de l’équipe professionnelle, il intervient notamment dans le secteur de la défense. Le club remporte le Bouclier de Brennus à l'issue de sa première saison à ce poste.

## Palmarès

### En tant qu'entraîneur
- Champion de France : 2019, 2021, 2023 et 2024
- Champion d'Europe : 2021 et 2024

### Distinctions personnelles
- Nuit du rugby 2019 : Meilleur staff d'entraîneur du Top 14 (avec Ugo Mola, Régis Sonnes, William Servat, Jean Bouilhou et Clément Poitrenaud) pour la saison 2018-2019
- Nuit du rugby 2021 : Meilleur staff d'entraîneur du Top 14 (avec Ugo Mola, Jean Bouilhou, Clément Poitrenaud, Virgile Lacombe et Alan-Basson Zondagh) pour la saison 2020-2021
- Nuit du rugby 2023 : Meilleur staff d'entraîneur du Top 14 (avec Ugo Mola, Jean Bouilhou, Clément Poitrenaud et Virgile Lacombe) pour la saison 2022-2023
- Nuit du rugby 2024 : Meilleur staff d'entraîneur du Top 14 (avec Ugo Mola, Jean Bouilhou, Clément Poitrenaud et Virgile Lacombe) pour la saison 2023-2024